# Bulma
Bulma (ブルマ Burumā, Bloomers) là nhận phụ 
của bộ truyện Dragon Ball Z.

## Xuất thân
Bulma là đại tiểu thư của tập đoàn tài phiệt Capsule. Cô thừa hưởng bộ não thiên tài từ bố (Kĩ sư Brief), ngoại hình xinh đẹp từ mẹ (Bà Brief). Mặc dù xuất thân trong một tập đoàn cơ khí nổi tiếng, Bulma vẫn hòa đồng với bạn bè và đam mê chế tạo máy móc.
Khi Bulma tròn 16 tuổi, cô phát minh thành công chiếc rada dò tìm ngọc rồng. Vì vậy cô lên đường tìm kiếm ngọc rồng trong truyền thuyết thành công đồng thời kết bạn với cậu nhóc ngoài hành tinh Son Goku. Mong ước của cô là kiếm được một người yêu đẹp trai, thông minh. Bulma có một cái đầu thông minh và một khuôn mặt xinh đẹp (theo lời tự nhận của cô). Cô cũng rất quyến rũ, nên thường bị Quy lão trêu chọc.
Ngay cả khi đã làm mẹ hai con thì Bulma vẫn giữ được thân hình mảnh mai, cân đối, cùng gu thời trang thuộc hàng nhất nhì Dragon Ball. Vừa giàu, vừa xinh, lại thông minh, chồng là hoàng tử Saiyan, Bulma đúng là kiểu phụ nữ "sướng từ trong trứng nước" rồi.
Ban đầu, Bulma quen với Yamcha nhưng thấy Yamcha quá lăng nhăng nên họ đã chia tay. Về sau, khi Vegeta ở lại Trái Đất, thấy Vegeta rất chững chạc và nam tính nhưng lại quá cô độc nên Bulma đã đến với anh. Theo như tác giả giải thích, cặp đôi Vegeta - Bulma được ghép với nhau là vì tác giả muốn tìm một người mẹ Trái Đất cho cậu bé Trunks đến từ tương lai mà thôi.
Nhưng với các fan mà nói, chẳng cần biết do vô tình hay là hữu ý, đây vẫn là cặp đôi gây được ấn tượng sâu sắc nhất trong lòng họ. Chính sự vui vẻ, đáng yêu của cô vợ đối lập với một anh chồng lạnh lùng hay cáu gắt đã gây ra bao chuyện dở khóc dở cười khiến độc giả vô cùng thích thú.
Kể từ khi ra mắt Dragon Ball Z thì nhân vật Yamcha từ một thời huy hoàng, trở thành nhân vật bị dìm hàng kinh khủng. Thậm chí, các fan còn gọi Yamcha là kẻ yếu nhất Dragon Ball nữa. Nhưng thật ra, nếu nghĩ đi nghĩ lại Yamcha cũng không quá yếu đâu, chẳng qua các đối thủ của anh ta mạnh quá mà thôi.
Tuy nhiên "vận đen" của anh chàng này không chỉ có vậy, tình duyên của Yamcha cũng không mấy tốt đẹp. Mở đầu Dragon Ball, vốn dĩ tác giả ghép Yamcha và cô nàng Bulma xinh gái, giàu có, thông minh thành một cặp nhưng về sau ông lại đổi ý cho Vegeta cưới được Bulma.
Không biết vì quá "hận đời" hay vì trái tim bị tổn thương nên hiện tại mặc cho bạn bè đồng trang lứa có gia đình hết rồi thì Yamcha vẫn độc thân.

## Bản thân
Bulma vai trò như một nhà phát minh trở nên quan trọng tại một số điểm trong chuỗi. Bulma có rất nhiều phát minh có ích. Ví dụ như đồng hồ teo nhỏ, cỗ máy thời gian mà Trunks dùng để về quá khứ. Đặc biệt là chiếc máy phát sóng Mặt Trăng cho chồng là Vegeta hóa thành Siêu Saiyan Cấp 4 trong Dragon Ball GT. Bulma có khả năng chế tạo bất cứ loại máy móc thông dụng nào nếu có đủ dụng cụ trong tay.
Phát minh nổi bật nhất của cô là máy dò tìm ngọc rồng. Chiếc máy có khả năng dò chính xác tuyệt đối vị trí viên ngọc dựa trên sóng điện từ mà viên ngọc phát ra. Đoàn quân Ruy Băng Đỏ từng truy nã Goku để cướp chiếc máy này.
Tuy rất thông minh và tài giỏi nhưng tất cả những gì khiến người ta biết được sự có mặt của cô đó là những cú la hét hay thể hiện sự hoảng loạn.
Cô thường phản ứng thái quá với những điều nhạt nhẽo và ngu ngốc như một thứ đồ công nghệ bị hỏng hay chiếc quần lót bị đánh cắp. Cô sẽ đấm đá loạn xạ kẻ ngu ngốc, nhưng chỉ 1 giây sau đó, rất nhanh chóng cô chuyển mạch tính cách dễ thương để anh chàng ngoan hiền nào đó bảo vệ.
Ngoài việc nghiên cứu và chế tạo ra một số món đồ công nghệ có ích, con người của Bulma có phần nhạt nhẽo và thất thường và "bệnh" của cô dường như càng ngày càng nặng, khó có thể xứng với vai nữ chính trong series.
Dragon Ball Super đã tiết lộ rằng Bulma có thể đã thực hiện nhiều điều ước trong nhiều năm bằng ngọc rồng, đồng thời cũng tiết lộ rằng cô đã muốn ước 1 điều tương đối chính đáng: trẻ hơn 5 tuổi. Nhưng chờ chút, tại sao lại là 5 tuổi?
Nếu Bulma thi thoảng lại ghen tị với chồng vì dòng máu Saiyan giúp anh trẻ lâu hơn, thì tại sao cô không ước mình sẽ trẻ thêm cỡ... 20 năm để đỡ phải liên tục ước? Bulma không phải kiểu người sẽ ngượng nếu trông cô trẻ hơn cả Videl đâu. Với quyền lực của rồng thần, cô thậm chí còn có thể ước bản thân mình mãi mãi sẽ ở tuổi 25 nữa kia. Nhưng tại sao cô lại chỉ muốn ước 5 năm? Chẳng ai hiểu rõ điều đó cả. Nhưng dù sao, lý do chắc chắn còn khó đỡ hơn cả việc Frieza chỉ muốn ước cao thêm vài cm chỉ vì không muốn ai chê lùn, cũng như nghi ngờ rằng hắn đã "chơi hack".
Goku cũng khá sợ Bulma. Ví dụ như trong Battle of Gods, Goku đã rất hốt hoảng khi nhận ra mình quên đi dự tiệc sinh nhật của Bulma.

## Bulma trong manga
Bulma xuất hiện ngay ở tập 1. Bulma khi đó 16 tuổi, mong ước tìm được một bạn trai hoàn hảo, và đã tự chế tạo được máy dò ngọc rồng, một cỗ máy tinh xảo đến mức các kĩ sư giàu kinh nghiệm cũng phải nể phục. Cô gặp Son Goku và bị Goku tấn công, do khi đó Goku chưa tiếp xúc với bất kì ai ngoài ông nội. Nhớ lời dạy của ông, Goku đã đối xử tốt với Bulma khi biết cô là con gái và đồng ý cùng đi với Bulma tìm ngọc rồng.
Trên đường đi, cô đã gặp Rùa con, Quy Lão, Oolong, Yamcha, Chichi... và nhiều người bạn khác sau này. Do xinh đẹp và sexy nhất trong truyện nên cô hay bị Quy lão chọc ghẹo. Sau khi đụng độ Pilaf, Bulma đã thích Yamcha, và cùng Yamcha về thành phố sinh sống.
Khi về thành phố, Yamcha được nhiều người con gái để ý, Bulma tức tối và lại nuôi ý định tìm ngọc rồng cùng Goku, để ước một anh chàng khác tốt hơn Yamcha. Bulma đã gặp và bị đội quân Red Ribbon tấn công, nhưng cô vẫn bình an sau những biến cố nguy hiểm.
Sau khi người Saiyan đổ bộ và rút chạy, Bulma đã tìm cách nghiên cứu máy đo sức mạnh và tàu vũ trụ của họ, để dựa vào đó chế tạo tàu vũ trụ đến Namek. Do nhầm lẫn nên Bulma đã nhấn nhầm nút "tự hủy" con tàu của người Saiyan, nhưng may cho cô là vẫn còn 1 tàu khác của Kami - sama. Bulma cùng Krilin, Gohan đi đến Namek tìm ngọc rồng. Vào giờ phút Namek sắp nổ tung, Bulma đã may mắn thoát chết và trở về Trái Đất.
Vegeta lúc này cũng ở lại Trái Đất để tập luyện chống lại lũ Android tương lai và đấu với Goku. Do cảm mến sự lạnh lùng, quyết tâm, tốt tính ngầm, thương cảm cho sự cô độc của Vegeta, Bulma đã có tình cảm và có con với anh. Đứa bé tên Trunks. Tuy không cưới nhau, và Vegeta cũng chẳng bao giờ tỏ ra là một ông chồng tốt, nhưng cả hai đều dành cho nhau những tình cảm nhất định dù không nói ra.
Trong Cell Saga, Bulma đã cùng bố sửa chữa Android 16, chế ra bộ kích nổ Android 17 và 18. Bulma cũng giúp chế tạo và nâng cấp những bộ đồ chiến đấu cho những Siêu Saiyan.
Ở tương lai khác của Trunks 17 tuổi, Bulma và Trunks, Son Gohan là những người hiếm hoi còn sống sót khi gặp thảm họa Android 17&18. Tất cả bạn bè, và chồng của cô khi ấy đều hi sinh. Gohan sau đó cũng bị giết, Trunks đơn độc không đủ sức chống lại chúng. Không chấp nhận thực tại, Bulma đã nghiên cứu và chế tạo thành công cỗ máy thời gian. Trunks được giao nhiệm vụ trở về quá khứ tìm Goku, cứu Goku và thay đổi lịch sử thế giới. Trunks sau chuyến đi ấy dù không thay đổi được tương lai, nhưng đã mạnh lên vượt bậc. Trunks đã giết sạch bọn Android và cả Cell, thiết lập lại trật tự. Tuy người chiến đấu là Trunks, nhưng không ngoa khi cho rằng Bulma mới là người cứu cả thế giới.
Tại Buu Saga, Bulma cũng bị giết như tất cả người Trái Đất khác. Bulma sau đó được hồi sinh, duy trì tập đoàn Capsule, sống hạnh phúc cùng Vegeta (lúc này đã hoàn toàn công nhận Địa cầu là nhà), Trunks và con gái Bulla.
Trunks và Goten là những cái tên vô cùng nổi bật trong nhóm thế hệ trẻ mới của truyện tranh Dragon Ball và đám nhóc này từng có thể hóa Super Saiyan trong thời gian tính bằng tháng bằng ngày chứ không phải vất vả như cha, anh của mình.Thậm chí sức mạnh của cả hai còn được thể hiện rõ hơn khi mà hai chú nhóc hợp thể lại thành một người và đánh Majin Buu tơi tả. Tất nhiên là vẫn chưa đủ sức để diệt hẳn Majin Buu nhưng đây vẫn là minh chứng cho sức mạnh của hai cậu nhóc này.
Con gái của Bulma với Vegeta mang hình hài rất giống với mẹ của mình và không chỉ vậy, cô bé này cũng có khả năng... điều khiển ông bố Vegeta bướng bỉnh, thậm chí còn hơn cả Bulma.
Thêm vào đó thì dòng máu Saiyan trong người của Bulla, kết hợp với đầu óc siêu bá đạo của người mẹ thì chắc chắn Bulla sẽ có tiềm năng là một nhân vật nữ có thể gây ảnh hưởng lớn trong tương lai. Bạn nên nhớ rằng Bulma từng chế được máy dò ngọc rồng từ khi còn trẻ, chế tạo phi thuyền cũng như máy thời gian nữa đấy nhé. Trong Dragon Ball GT, cô bé Bulla cũng từng thể hiện sức mạnh của mình khi còn bé bằng việc bay lượn cũng như phóng ra năng lượng của mình.

## Diễn viên lồng tiếng
- Japanese dub: Hiromi Tsuru
- Ocean Group dub: Lalainia Lindbjerg (seasons 1 through 4)
- Funimation dub: Tiffany Vollmer
- German dub: Katja Liebing (Dragonball), Claudia Urbschat (DBZ & DBGT)
- Lồng tiếng Việt: Thúy Hằng (Dragon Ball, Dragon Ball Kai, DB Z Kai the Final Chapter), Ngọc Quyên (Dragon Ball Super)